# Rex Browning
Rex Alan Browning CB (* 22. Juli 1930; † 29. Mai 2009) war ein britischer Verwaltungsbeamter und Diplomat, der unter anderem zwischen 1981 und 1986 stellvertretender Entwicklungshilfeminister (Deputy Secretary of the Overseas Development Administration) war.

## Leben
Browning absolvierte nach dem Besuch der 1532 gegründeten Bristol Grammar School ein Geschichtsstudium am Merton College der University of Oxford. 1952 trat er in den öffentlichen Dienst (Her Majesty’s Civil Service) ein und war bis 1957 als Steuerinspektor bei der Steuer- und Zollverwaltung (HM Revenue and Customs) tätig. 1957 wechselte er als Beamter in das Kolonialministerium (Colonial Office) und war dort im Referat für internationale Beziehungen tätig. Als solcher nahm er an Sitzungen bei den Vereinten Nationen in New York City teil, die sich mit Fragen der Dekolonisation befassten. Zuletzt wurde er 1960 Privatsekretär des Parlamentarischen Unterstaatssekretärs im Kolonialministerium Julian Amery beziehungsweise von dessen Nachfolger Hugh Fraser. Im Anschluss war er im Referat für Öffentlichkeitsarbeit dieses Ministeriums tätig und danach seit 1961 als Referent im Ministerium für technische Zusammenarbeit (Department of Technical Co-operation) tätig.
1964 wechselte Browning in das von der Labour-Party-Regierung unter Premierminister Harold Wilson neugeschaffene Ministerium für überseeische Entwicklung ODM (Ministry of Overseas Development), deren erste Ministerin Barbara Castle wurde. 1969 wurde er zum diplomatischen Dienst (Her Majesty’s Diplomatic Service) abgeordnet und fungierte bis 1971 als Erster Sekretär und Entwicklungshilfe-Referent am Hochkommissariat in Singapur. Anschließend kehrte er ins Ministerium für überseeische Entwicklung zurück und fungierte zwischen 1971 und 1973 als Assistent von Richard Wood, der damals Minister für überseeische Entwicklung (Minister for Overseas Development) im Ministerium für Auswärtiges und Commonwealth-Angelegenheiten (Foreign and Commonwealth Office) war. 1973 wurde er abermals zum diplomatischen Dienst abgeordnet und fungierte bis 1976 als Botschaftsrat und Leiter der Abteilung für überseeische Entwicklung an der Botschaft in den USA. Gleichzeitig wurde er 1973 alternierender Exekutivdirektor und Vertreter Großbritanniens bei der zur Weltbank gehörenden Internationalen Bank für Wiederaufbau und Entwicklung.
Nach seiner Rückkehr wurde Browning 1976 Unterstaatssekretär für Asien beim Minister für überseeische Entwicklung Frank Judd beziehungsweise ab dem 21. Februar 1977 von dessen Nachfolgerin Judith Hart. Nachdem er 1978 zum Handelsministerium (Board of Trade) abgeordnet wurde, kehrte er 1980 zu dem nunmehr in Overseas Development Administration (ODA) umbenannten Behörde für überseeische Entwicklung zurück. Diese war weiterhin dem Außenministerium unterstellt und stand unter der Leitung eines Staatsministers mit dem Titel Minister for Overseas Development. Zuletzt war er von 1981 bis 1986 als Deputy Secretary stellvertretender Leiter der Overseas Development Administration und damit praktisch Stellvertreter der damaligen Entwicklungshilfeminister Neil Marten beziehungsweise seit 1983 von Timothy Raison. Für seine langjährigen Verdienste wurde er zum 1. Januar 1984 Companion des Order of the Bath (CB).
Browning war seit 1961 mit Paula Mc Cain verheiratet.